# Église Saint-Procope de Prokuplje
Pour les articles homonymes, voir Église Saint-Procope.
L'église Saint-Procope de Prokuplje (en serbe cyrillique : Црква Светог Прокопија у Прокупљу ; en serbe latin : Crkva Svetog Prokopija u Prokuplju) est une église orthodoxe serbe serbe située à Prokuplje et dans le district de Toplica en Serbie. Elle est inscrite sur la liste des monuments culturels de grande importance de la république de Serbie (no SK 2052).

## Localisation
L'église est située au pied de la forteresse de Hisar à Prokuplje ; avec la forteresse et l'église latine, elle forme un ensemble protégé sur la rive gauche de la rivière Toplica. À l'époque romaine, elle se trouvait dans le quartier de Hammeum et, à l'époque byzantine, dans celui d'Acmeon puis dans le quartier slave de Toplica, le quartier serbe de Prokopia et enfin dans le quartier turc d'Orkuba.

## Historique
Après la libération de la Toplica de la domination ottomane en 1877, les voyageurs ont commencé à s'intéresser aux antiquités de la région et ont visité l'église. Le géographe et voyageur autrichien Felix Kanitz (en) décrit l'église comme une église « romaine », le scientifique anglais Hoddinott la date des Ve et VIe siècles et l'écrivain et homme politique Mita Rakić (sh) suppose qu'elle a été construite à l'époque ottomane. En 1930, la Chronique de l'Église de Prokuplje la fait remonter à l'époque de l'empereur bulgare Samuel (997-1014),.
Les fouilles archéologiques effectuées sur le site ont permis de mettre en évidence cinq périodes de construction, dont trois remontent au Moyen Âge ; elles confirment que l'église a été fondée au IXe ou au Xe siècle, au moment de la domination byzantine, probablement grâce à un donateur grec. Plus tard, elle a fait partie des terres de l'empereur Samuel et de l'archevêché d'Ohrid, ce que confirme certaines ressemblances avec l'église Sainte-Sophie d'Ohrid et l'église Saint-Élie du lac Prespa. Du XIIe au XIVe siècle, elle a fait partie des terres serbes. Après la prise de Niš par les Turcs en 1386, les reliques de saint Procope (en serbe : Sveti Prokopije) ont été transférées dans l'église et, comme en témoigne une charte de 1395 rédigée par la princesse Milica, la femme du prince Lazare, la ville de « Prokuplje », la « ville de Procope », a reçu son nom actuel en l'honneur du saint,.
L'église a plusieurs fois été détruite et reconstruite. Elle a été particulièrement endommagée au moment de la Grande migration serbe de 1690, conduite par le patriarche Arsenije III Čarnojević, puis au moment des guerres austro-turques et, enfin, lors du Premier soulèvement serbe contre les Ottomans (peut-être en 1806 quand le haïdouk Stanoje Glavaš a libéré Prokuplje). À chaque fois, elle a été reconstruite.
Lors de nouvelles fouilles archéologiques effectuée en 2008, les ruines de thermes romains remontant au IIIe ou au IVe siècle ont été mises au jour dans la cour de l'église,,.

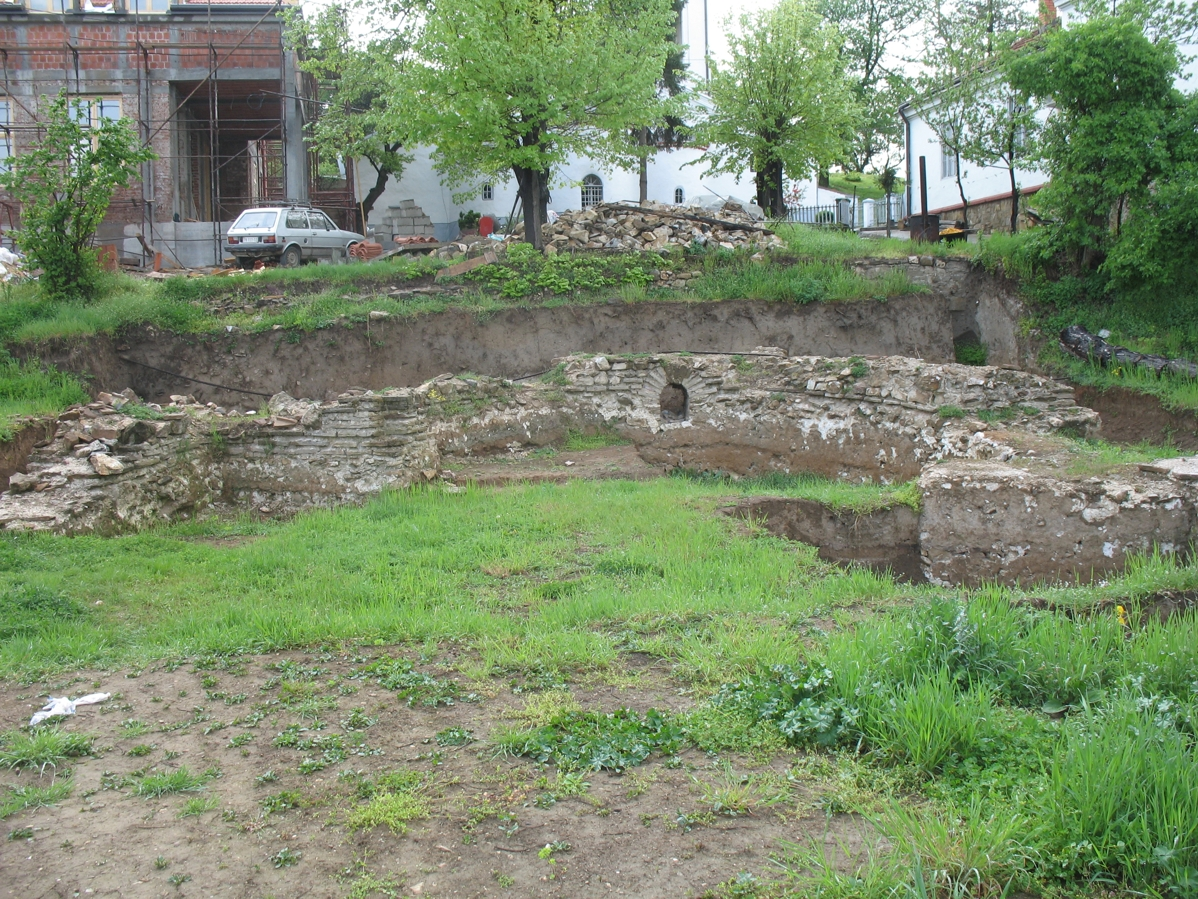
Ruines de thermes romains dans la cour de l'église

## Architecture
L'église Saint-Procope a été construite au Moyen Âge en trois phases. La première est constituée d'une nef triple et date du Xe siècle ; de cet édifice il ne reste aujourd'hui que la base des murs. Le seconde a donné à l'église son plan basilical à cinq nefs ; elle remonte à la première moitié du XIe siècle. La troisième remonte au XIVe siècle.
L'église conserve encore partiellement l'apparence que lui ont donnée des maîtres d'œuvre de l'école macédonienne. La nef, formée de cinq allées, est prolongée par trois absides et est précédée par un narthex ; des arches et des piliers massifs soutiennent la voûte de la nef. L'extérieur de l'édifice est constitué en brique et en pierre de taille plâtrées.
Dans la partie nord de l'église, un baptistère a été ajouté en 1847-1857 et, en 1906, un clocher est venu surmonter la partie ouest de l'édifice,.
La tombe de saint Procope est formée de trois petites salles voûtée et l'on suppose qu'elle a été construite à l'emplacement d'un petit édifice plus ancien.

## Décoration intérieure
À partir de fragments conservés de fresques représentant les Saints Guerriers, les spécialistes supposent que l'église a été peinte au Xe siècle. En revanche, la plupart des peintures conservées remontent à une période allant du XVIIe siècle au XXe siècle. L'iconostase a été peinte en 1847 par Kosta Nakica de Vélès ; quelques icônes datant du XVIIe siècle ont été offertes à l'église par le peintre Nikola Apostolović.

## Autre
Dans l'église se trouve un petit reliquaire censé renfermer des reliques de saint Georges, qui a vécu au IIIe siècle et a été un soldat de l'empereur Dioclétien.

## Galerie

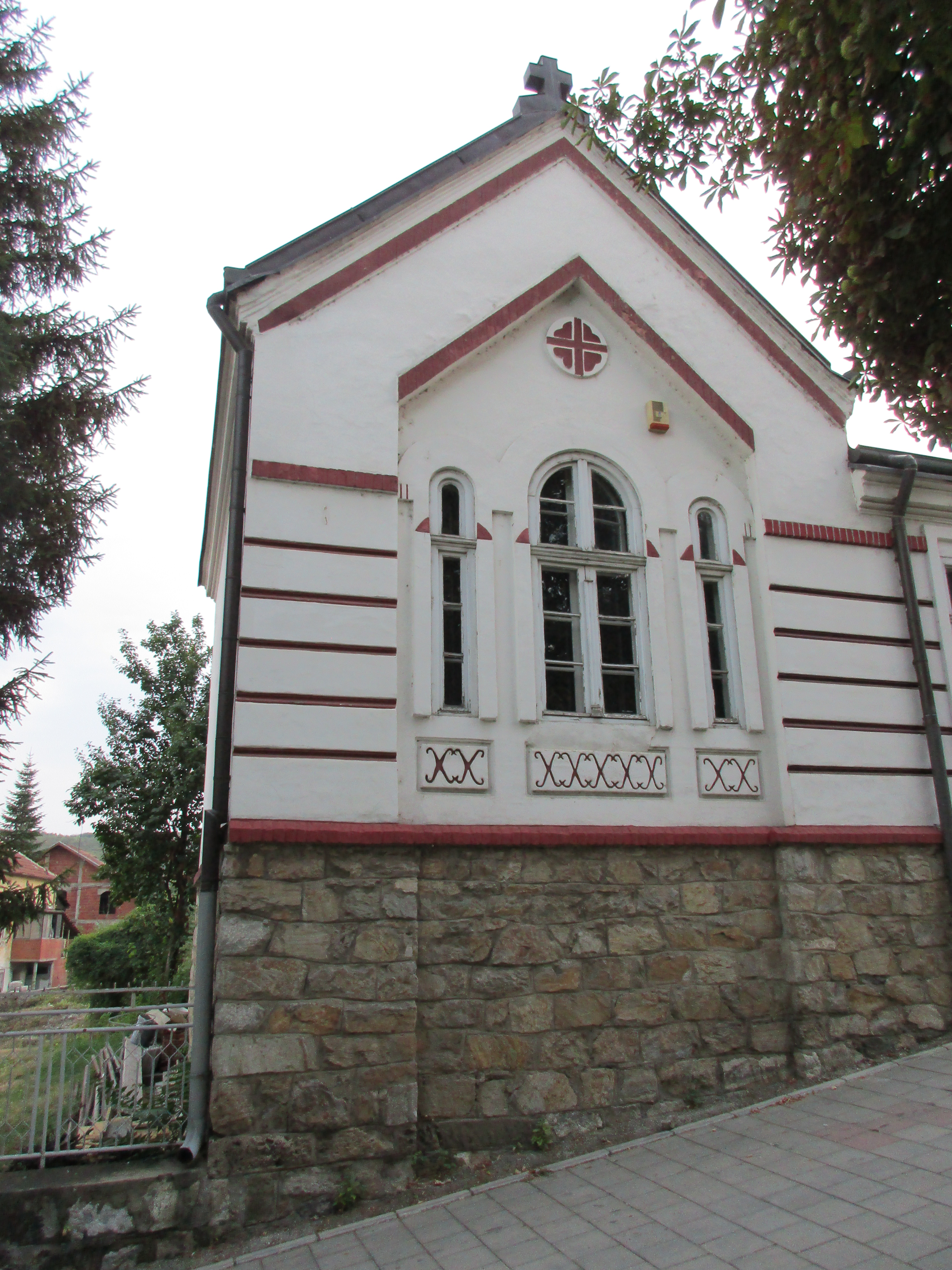
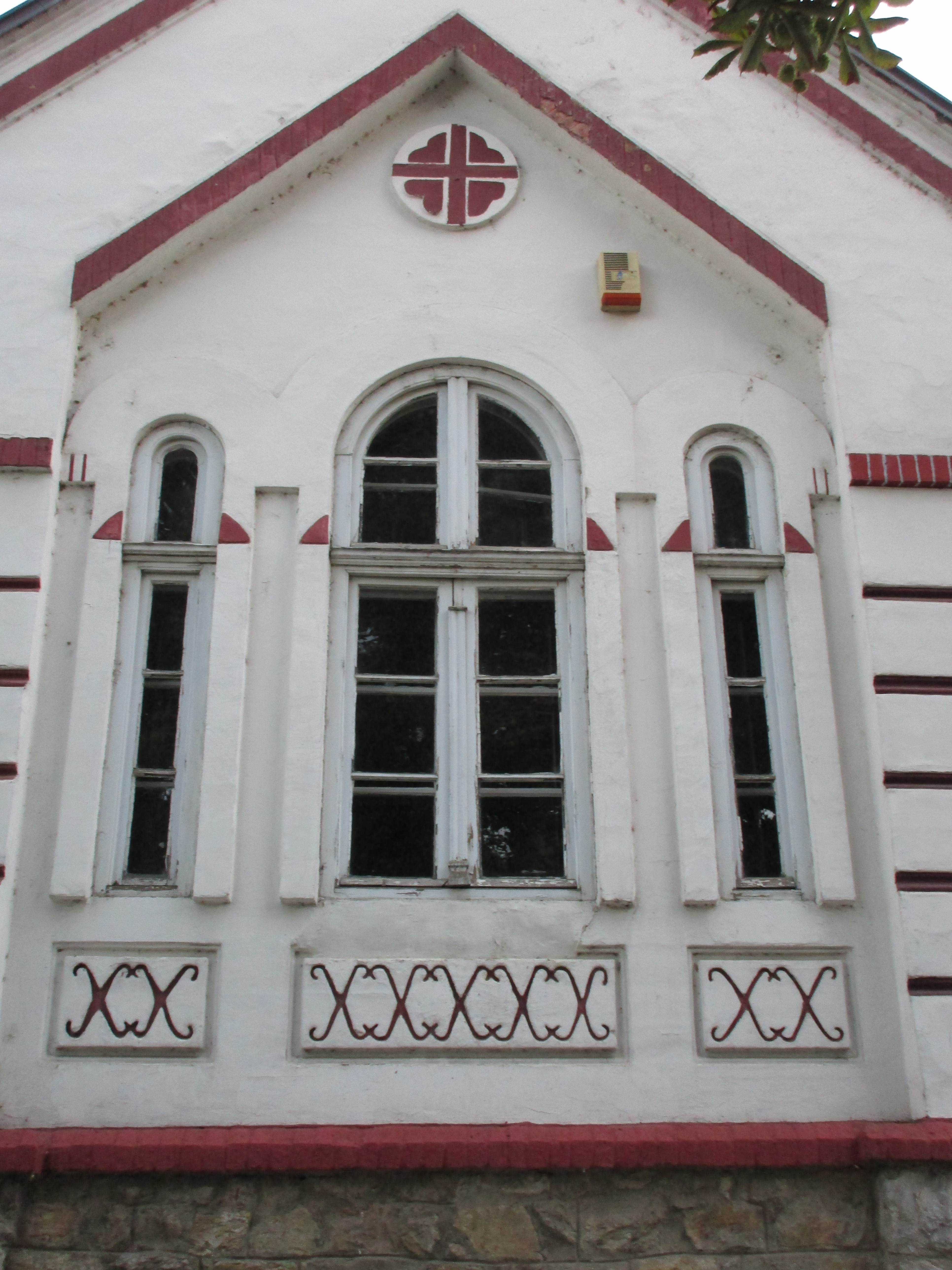
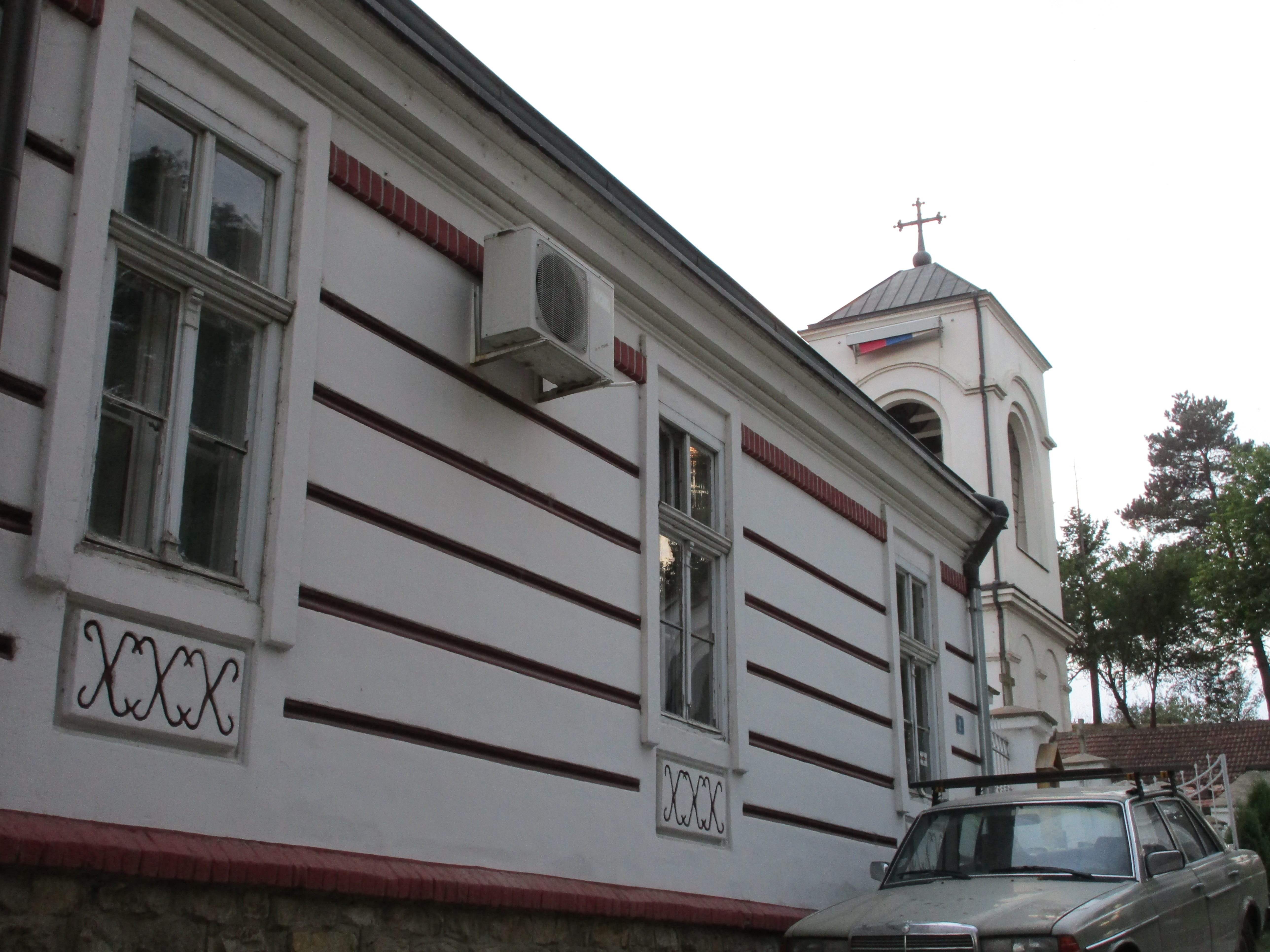
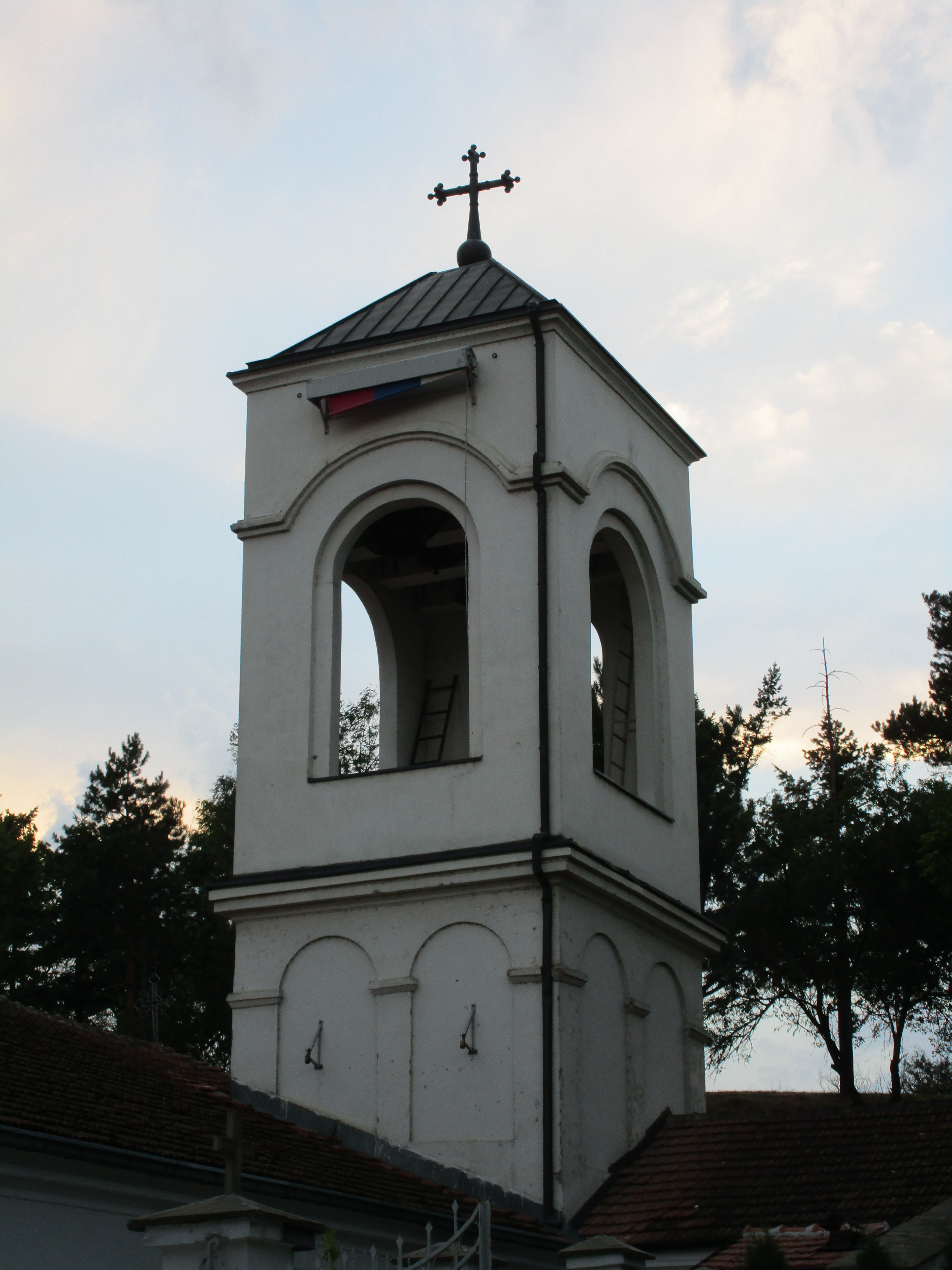
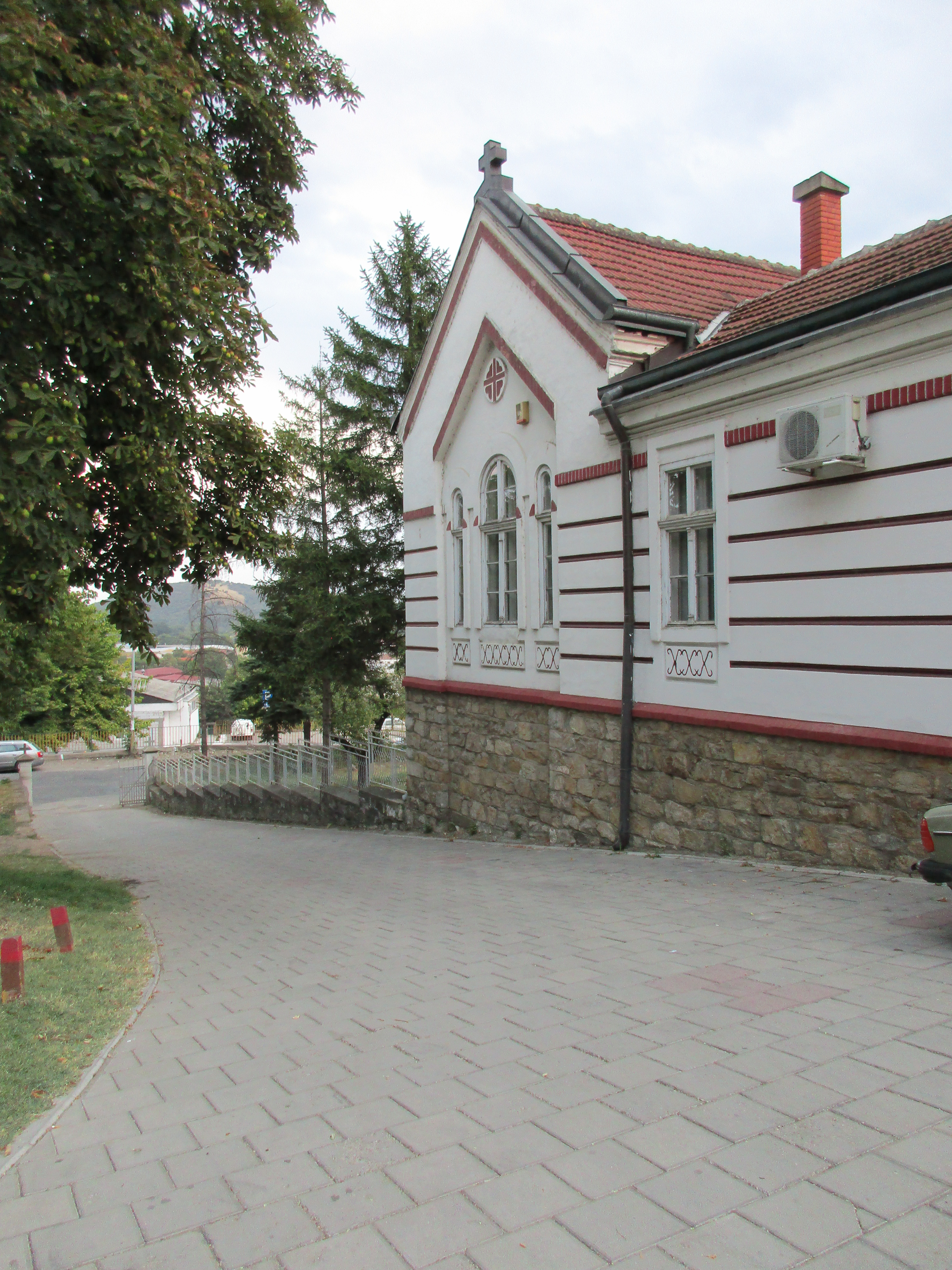
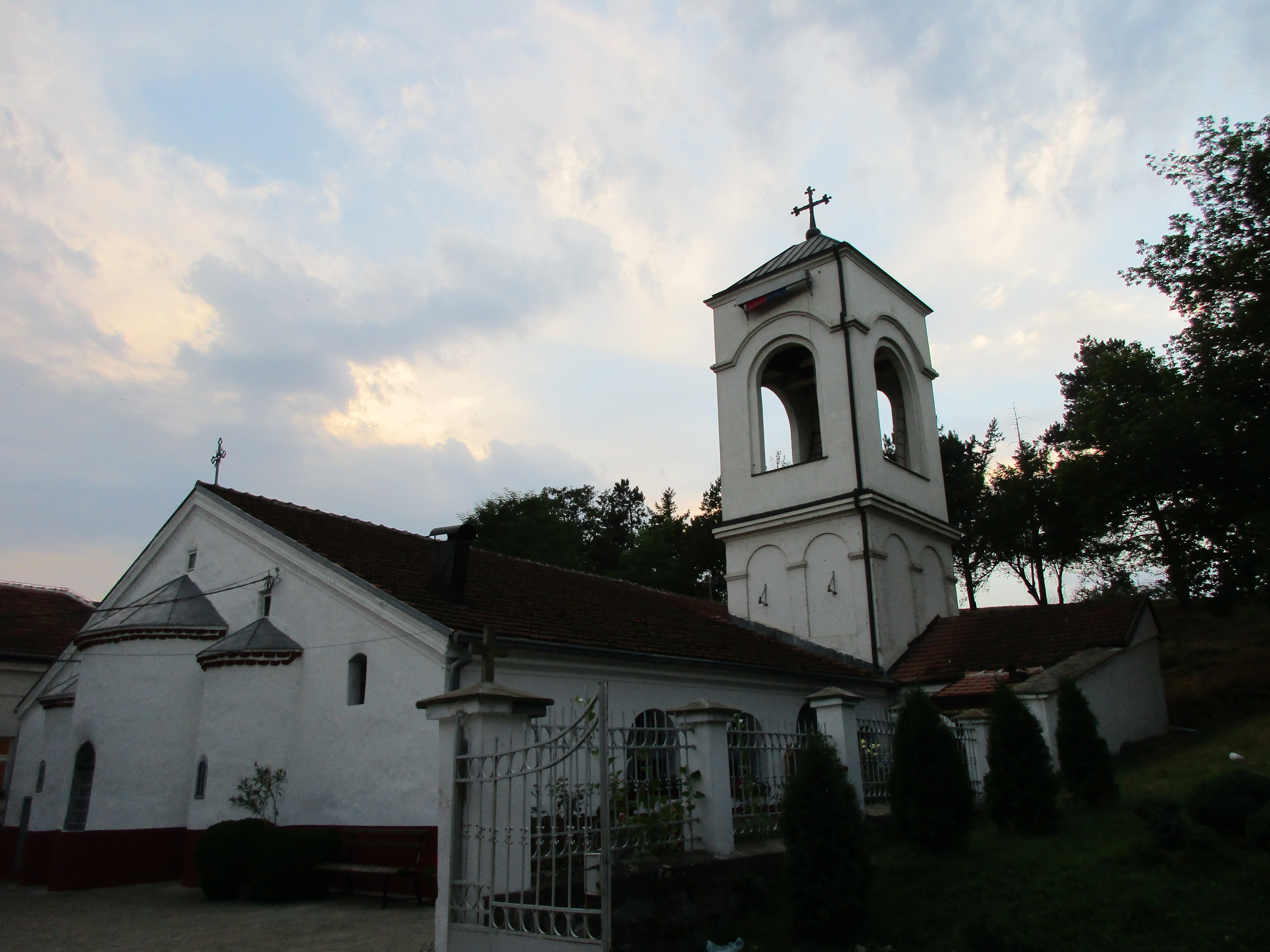
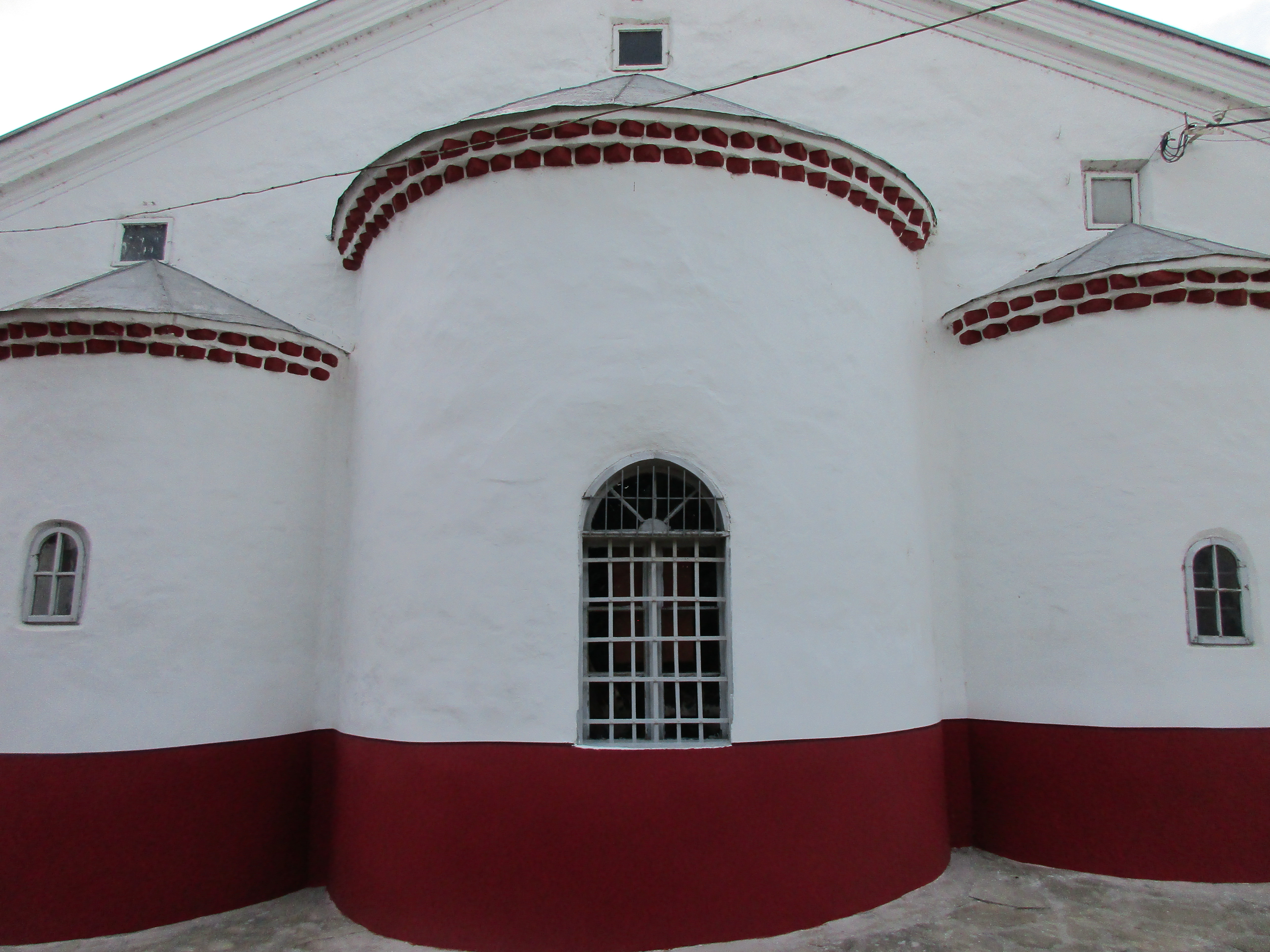
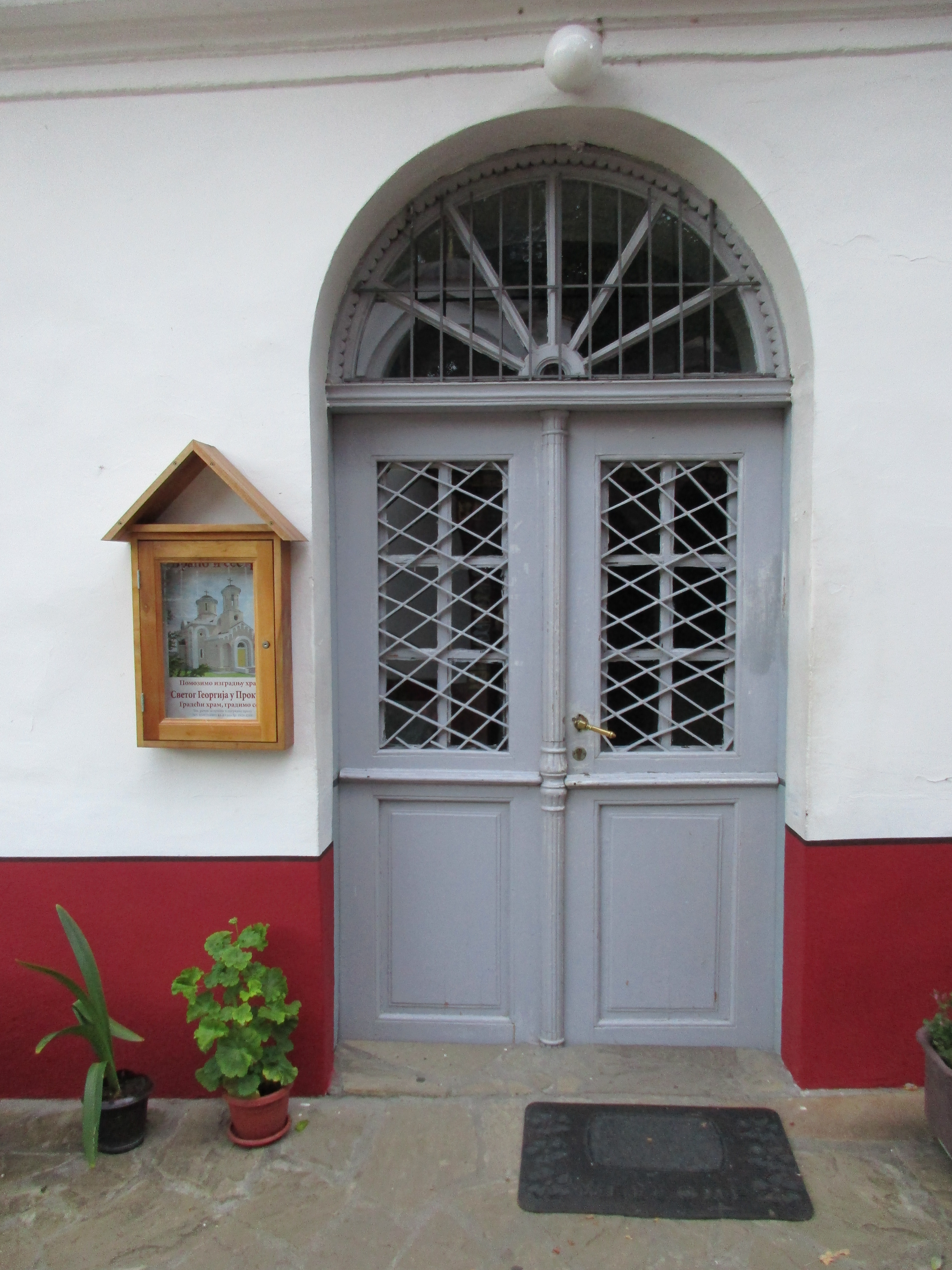
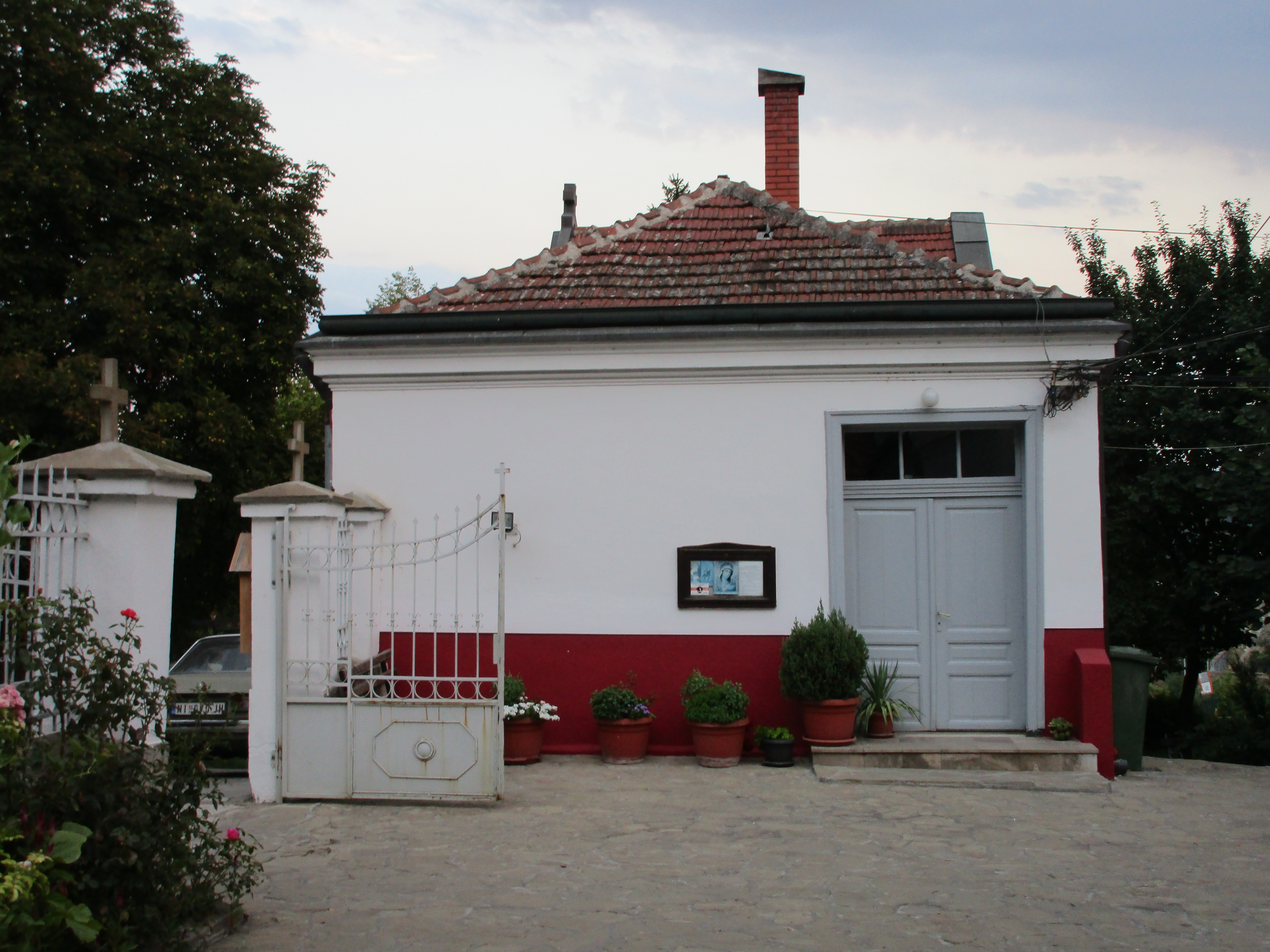
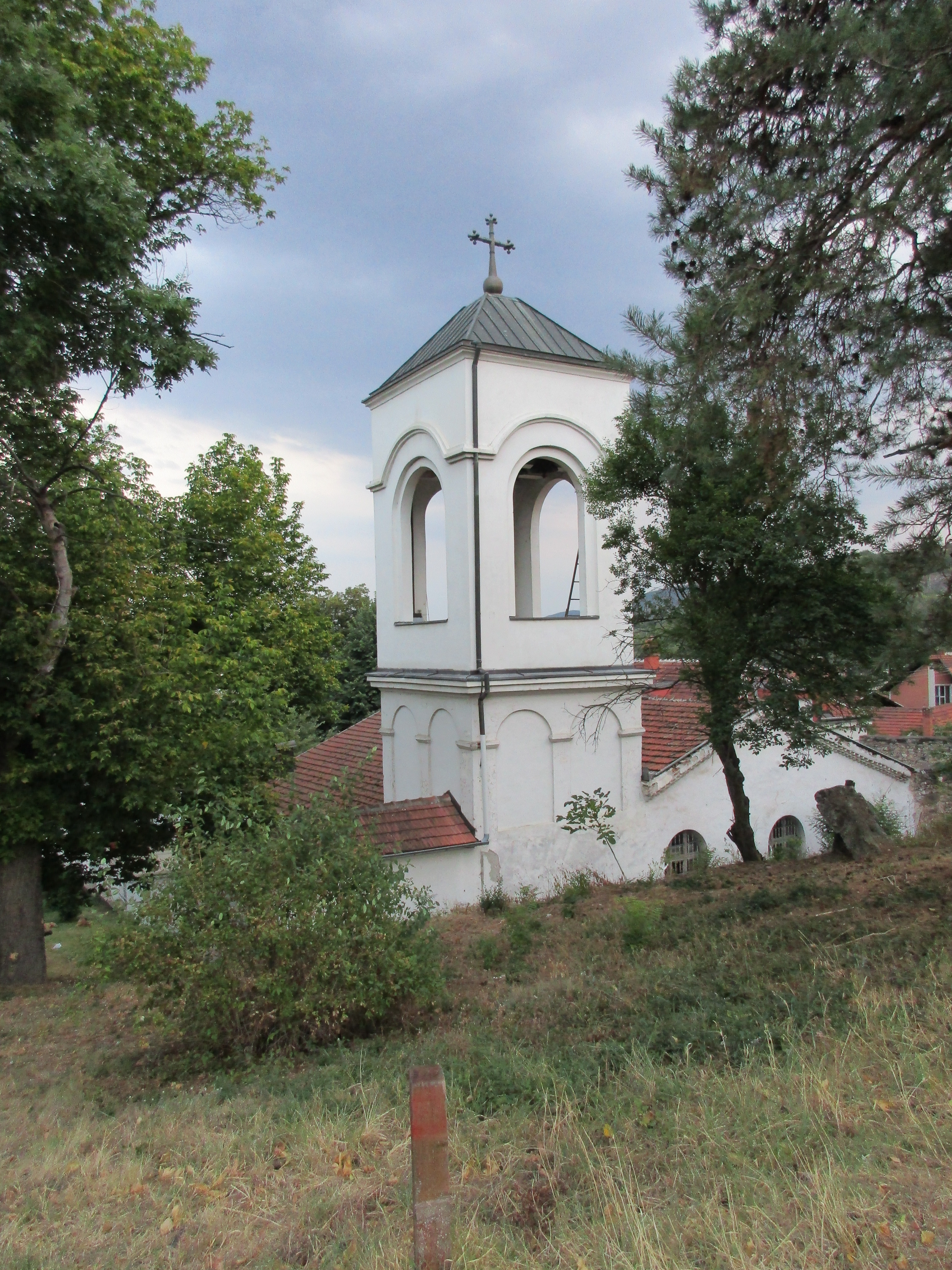